# Equipo de Copa Davis de Austria
El Equipo austríaco de Copa Davis es el representativo de Austria en la máxima competición internacional a nivel de naciones del tenis.

## Historia
La primera participación del equipo austríaco fue en 1904, cuando todavía la Copa Davis se denominaba International Lawn Tennis Challenge. Aun no ha podido alzarse con la victoria, su mejor ubicación la ocupó en la edición de 1990 cuando llegó a semifinales perdiendo con Estados Unidos por 3:2 como local.

### Estadísticas
| Jugador más joven                | Thomas Muster 16 años 257 días |
| Jugador más viejo                | Hans Redl 41 años 114 días |
| Partido más largo                | Horst Skoff vence a Mats Wilander (SWE) 6 h 4 min (1989) |
| Serie más larga                  | 13 h 45 min contra Croacia (2006) |
| Tie Break más largo              | 20 puntos: Petr Korda (TCH) vence a Horst Skoff (1991) 20 puntos: Andrei Pavel (ROM) vence a Alexander Peya (2002) |
| Set final más largo              | 22 games: Alfred Huber & Franz Saiko vencen a Gheorghe Viziru & Marian Viziru (ROM) (1957) 22 games: Jean Baptiste Chanfreau & Jean Loup Rouyer (FRA) vencen a Hans Kary & Peter Pokorny (1970) 22 games: Thomas Muster vence a Michael Stich (GER) 1994 |
| Más games en una serie           | 234 games contra Bélgica (1980) |
| Victoria más amplia en una serie | Sets: 13-0 Games: 78-27 contra Noruega (1984) |
| Victorias consecutivas           | 3 victorias. (4 veces) |
| Remontada 2:1 abajo              | 1 vez. Frente a Irlanda (1954) |

## Actualidad
En 2008, Austria hizo su debut en primera ronda ante el campeón reinante, Estados Unidos, sobre canchas de polvo de ladrillo en la ciudad de Viena. Pese a la incomodidad con la superficie (que además mostraba un muy mal estado), los norteamericanos lograron ponerse 3-0 con trabajadas victorias de Andy Roddick sobre Jürgen Melzer en 5 sets, James Blake sobre Stefan Koubek en 4 sets y de los hermanos Bryan/Bryan ante la pareja Knowle/Melzer. El resultado final de la serie fue 1-4.
Austria logró exitosamente permanecer en el Grupo Mundial al derrotar en el repechaje al equipo británico sobre césped en el All England Tennis Club, en Wimbledon. Pese a dos fáciles victorias por parte del N.º 4 del mundo, Andy Murray ante los singlistas austríacos, Melzer y Alexander Peya lograron derrotar a Alex Bogdanovic en sus singles y la pareja Knowle/Melzer hizo lo propio ante Ross Hutchins/Jamie Murray. De esta manera, Austria seguirá participando en el Grupo Mundial en el año 2009.

### Plantel
| Jugador        | Individuales | Dobles  |
| -------------- | ------------ | ------- |
| Dominic Thiem  | 5 - 3        | 1 - 2   |
| Julian Knowle  | 1 - 0        | 11 - 13 |
| Philipp Oswald | 0 - 0        | 1 - 2   |
| Jürgen Melzer  | 21 - 29      | 11 - 11 |
| Gerald Melzer  | 4 - 5        | -       |

## Uniformes Actuales
| Segundo de Juego. | Tercero de Juego y Comisión Técnica 01. | Quarto de Juego e Comisión Técnica 03. | Primero de Entrenamiento y Comisión Técnica 04. | Segundo de Entrenamiento y Comisión Técnica 03. | Blanco-Amarillo. | El Frío de los Alpes. | Todo Amarillo. | Los Patriotas Austríacos. |  |  |